# Hesperorhipis albofasciata
Hesperorhipis albofasciata är en skalbaggsart som beskrevs av Henry Clinton Fall 1930. Hesperorhipis albofasciata ingår i släktet Hesperorhipis och familjen praktbaggar. Inga underarter finns listade i Catalogue of Life.